# Lista de membros da Royal Society eleitos em 2009
Esta é uma lista de Membros da Royal Society eleitos em 2009.

## Fellows
1. Robert Anthony Ainsworth
2. Ross J. Anderson
3. Michael Ashfold
4. Michael Batty
5. Martin Buck
6. Peter Buneman
7. Michel Chrétien
8. Jenny Clack
9. Michael Duff
10. Richard Keith Ellis
11. Jeff Ellis
12. James Gimzewski
13. David Glover
14. Chris Goodnow
15. Wendy Hall
16. Nicholas Harberd
17. John Hardy
18. Brian Hemmings
19. Christine Holt
20. Christopher Neil Hunter[3]
21. Graham John Hutchings[4]
22. Peter Gershon Isaacson[5]
23. Jonathan Keating[6]
24. Dimitris Kioussis[7]
25. Stephen Richard Larter[8]
26. David Leigh
27. David MacKay
28. Arthur Bruce McDonald
29. Angela McLean
30. David Roger Jones Owen[9]
31. Richard Edward Passingham[10]
32. Guy Peel Richardson[11]
33. Wolfram Schultz[12]
34. Keith Shine
35. Henning Sirringhaus
36. Maurice S. Skolnick[13]
37. Karen Steel
38. Malcolm Francis Graham Stevens[14]
39. Jesper Qualmann Svejstrup[15]
40. Jonathan Tennyson
41. John Andrew Todd
42. Burt Totaro
43. John Christopher Vederas[16]
44. John Nicholas Wood

## Foreign Members
1. John Holdren
2. Robert Horvitz
3. Thomas Kailath
4. Roger Kornberg
5. Yakov Sinai
6. Joseph Stiglitz
7. Rashid Sunyaev
8. Steven Dale Tanksley